# 渡辺プロダクション・ワタナベエンターテインメントの所属者一覧
渡辺プロダクション・ワタナベエンターテインメントの所属者一覧（わたなべプロダクション・ワタナベエンターテインメントのしょぞくしゃいちらん）は、過去に芸能事務所渡辺プロダクションもしくはワタナベエンターテインメントに所属していたタレントの一覧並びに現在ワタナベエンターテインメントに所属している関係者及びタレントについての一覧。
凡例
- 【名】：名古屋事業本部所属
- 【西】：関西事業本部所属
- 【九】：九州事業本部所属

## 現在の関係者
- 代表取締役会長 渡邊美佐
- 代表取締役社長 井澤健
- 代表取締役副社長 渡辺ミキ
- 専務取締役 諸岡義明

## 所属タレント

### 男性タレント
- ミッキー・カーチス
- 鈴木綜馬
- 杉崎真宏
- 大熊ひろたか
- 加治将樹
- 西野誠
- 東啓介
- 谷井優貴
- 井上想良
- 綱啓永
- 小方蒼介

D-BOYS
- 和田正人
- 鈴木裕樹
- 新木宏典
- 瀬戸康史
- 碓井将大
- 堀井新太
- 宮崎秋人
- 中尾暢樹

D2
- 陳内将
- 池岡亮介
- 山田裕貴
- 大久保祥太郎

WAVE
- 中山翔貴
- 井上陽向大
- 樫又龍ノ介
- 井内悠陽

【西】劇団Patch
- 中山義紘
- 井上拓哉
- 星璃
- 竹下健人
- 三好大貴
- 近藤頌利
- 田中亨
- 納谷健

【名】Hi☆Five
- 加藤大悟
- 日野友輔

### 女性タレント
- 池岡星香
- 伊藤寧々
- 上田美絵子
- 大家志津香
- 笠間優里
- 柏木由紀
- 梶恵理子
- ギャル曽根
- 久我美子
- 草刈民代
- 倉持明日香
- 小池花瑠奈
- 小池美由
- 瀬戸さおり
- 高見恭子
- CHIE
- 中尾ミエ
- なちゅ
- 西村まどか
- ねお
- 野咲美優
- 望海風斗
- 松岡ゆみこ
- 松本明子
- 真飛聖
- 愛加あゆ
- マルシア
- 峰なゆか
- 宮島咲良
- 安田サラ
- 山崎薫
- 渡邉このみ
- 渡邉レイラ
- 【九】えもとりえ
- 【九】角野友紀
- 【九】辻百合恵
- 【九】上杉あずさ
- 【九】中島綾菜
- 【名】池岡星香
- 【名】久保ひとみ

### お笑い芸人
•みんなのたかみち(店長)
- ホンジャマカ（恵俊彰・石塚英彦）
- ネプチューン（名倉潤・堀内健・原田泰造）
- TIM（レッド吉田・ゴルゴ松本）
- ふかわりょう
- ビビる大木
- やるせなす（石井康太・中村豪）
- 安井順平
- いつもここから（山田一成・菊池秀規）
- シャカ大熊
- ザブングル加藤
- 青木さやか
- アンガールズ（田中卓志・山根良顕）
- クールポコ。（小野まじめ・せんちゃん）
- Wエンジン（チャンカワイ・えとう窓口）
- 超新塾（イーグル溝神・タイガー福田・サンキュー安富・ブー藤原・アイクぬわら）
- ZEN（イーグル溝神・タイガー福田）
- 我が家（坪倉由幸・杉山裕之・谷田部俊）
- ロッチ（中岡創一・コカドケンタロウ）
- にしおかすみこ
- イモトアヤコ
- フォーリンラブ（バービー・ハジメ）
- ハライチ（岩井勇気・澤部佑）
- サンシャイン池崎
- 夜ふかしの会（原慎一・大重わたる・砂川禎一郎）
- やしろ優
- あばれる君
- 厚切りジェイソン
- 米粒写経（サンキュータツオ・居島一平）
- プチ鹿島
- マービンJr.
- パップコーン（芦沢ムネト・松谷ヒロキ・須田拓也）
- クマムシ（長谷川俊輔・佐藤大樹）
- ハナコ（菊田竜大・秋山寛貴・岡部大）
- マキタスポーツ
- Aマッソ（加納・むらきゃみ）
- 土佐兄弟（勇輝・卓也）
- 丸山礼
- 森山あすか
- 平野ノラ
- イヌコネクション（杉浦元・戸川創太）
- ばし太
- 石井てる美
- バッドナイス常田
- 東大ヤンキー澤山
- 新作のハーモニカ（溝上たんぼ・藤田隼人）
- 四千頭身（都築拓紀・後藤拓実・石橋遼大）
- にゃんこスター（アンゴラ村長・スーパー3助）
- 完熟フレッシュ（池田57CRAZY・池田レイラ）
- ファイヤーサンダー（こてつ・﨑山祐）
- どんぐりぱわーず（ミナコ・あいこ）
- 谷+1。
- あしべ
- THE石原
- さかとも
- チュランペット（藤並賢一・としぱんち）
- デルピエロ（山口治樹・石田創）
- ヤポンスキーこばやし画伯
- 雷鳥（お姉ちゃん・ゆういち）
- ロビンソンズ（北澤ひとし・山崎のぼる）
- アユチャンネル
- ワタリ119
- フタリシズカ（横井かりこる・加賀谷秀明）
- ゼスト（難波勝芳・小野絢也）
- ちゃんぴおんず（日本一おもしろい大崎・大ちゃん）
- かごしま太郎
- 山脇セブンティーン
- ぱーてぃーちゃん（信子・すがちゃん最高No.1・金子きょんちぃ）
- Gパンパンダ（星野光樹・一平）
- リンダカラー∞（Den・たいこー・りなぴっぴ）
- こたけ正義感
- ロングロング（長峰正典・長尾丈史）
- ラパルフェ（都留拓也・尾身智志）
- 金の国（渡部おにぎり・桃沢健輔）
- 豆鉄砲（東健太郎・ホセ）
- ゼンモンキー（荻野将太朗・ヤザキ・むらまつ）
- 江戸マリー（角井・伴）
- えびしゃ（サエキ・大根勇樹・中村シュンスケ）
- まいあんつ
- 横山天音
- 足腰げんき教室（うちだすぺしゃるはーたみん・くろさわ）
- なきっつらにT-REX（大塚唯元・森山拳）
- ぎょねこ（オジマアロー・勝男・青木トロッコ）
- ちからいっぱい牛込
- ナチョス。（サブロー・にしむら）
- コリアンチョップスクワッド（ちす・ゆぎょん）
- ハンナッシュベティー（一心・聖か）
- コメジマン
- キャラメルバナーヌ（山ちゃん・たかし）
- 【九】ゴリけん
- 【九】パラシュート部隊（斉藤優・矢野ペペ）
- 【九】波田陽区
- 【九】EE男（山口たかし・八島広樹）
- 【九】ブルーリバー（青木淳也・川原豪介）
- 【九】町田隼人
- 【九】そよかぜましお
- 【九】おほしんたろう
- 【九】ノボせもんなべ
- 【九】土居上野（土居祥平・上野聖和）
- 【九】チムニー（岡村永遠・原健太郎）
- 【九】D兄さん
- 【九】カニクリームコロッケ（綾部靖志・永田大介）
- 【九】マノン（野村慶・ミノル）
- 【名】町田こーすけ

### ミュージシャン
- RAG FAIR
- INSPi
- Love Diary
- Daichi
- 柏木由紀
- Little Glee Monster
- NOKKO
- ao

### 文化人
- 江原啓之
- 林修
- 加藤一二三
- 木嶋真優
- 落合陽一
- 岡田晴恵
- Kダブシャイン
- 西村賢太
- 赤ペン瀧川
- 立川志らく
- 原田曜平
- 春風亭昇吉
- FISHBOY
- 伊沢拓司
- 須貝駿貴
- 西原さつき
- 鶴崎修功
- 林輝幸
- 村瀬哲史
- 山崎晴太郎
- 鈴掛真
- モモコグミカンパニー

### 業務提携
- 中川翔子

## 過去の関係者
- 松下治夫
- 野田義治
- 池田道彦
- 大里洋吉
- 尾木徹
- 森本精人
- 宮原匡彦
- 阿木武史
- 松崎澄夫

## 過去に所属していたタレント

### あ行
- 藍美代子
- あいざき進也
- 相澤侑我
- 青木美冴
- 明石直子
- あがた森魚
- AKI
- アグネス・ラム
- 阿久津愼太郎
- 麻田華子
- 梓みちよ
- 足立理
- 安倍麻美
- あべ静江
- 天地真理
- 荒井敦史
- 荒井麻珠 − 2017年にLittle Glee Monsterから脱退。（所属時は『麻珠』として活動）
- 有馬純
- ありま双兵
- あれきさんだーおりょう
- アレクサンダー
- 安藤亮司
- 天木じゅん
- アントワネット
- アン・ルイス - 1991年に渡辺プロダクション傘下に個人事務所K-ROCK,INCを設立し、独立。
- 飯島愛
- 五十嵐隼士
- 五十嵐夕紀
- 石川ひとみ
- いしだあゆみ
- 石田えり
- 石橋保
- 和泉友子
- 和泉優子
- 伊丹幸雄
- 一太郎
- イ・テガン
- 伊東きよ子
- 糸川蛍子 - デビュー当時は「野中小百合」。
- 井上堯之バンド
- EVE
- 今井麻起子
- 岩井由紀子
- 岩﨑真吾
- 内田裕也
- 臼井静
- エセル中田
- 遠藤憲昭
- 遠藤三貴
- 遠藤雄弥
- 欧陽菲菲
- 大沢誉志幸
- 大島みづき
- 太田裕美
- 大滝裕子
- 大塚博堂
- 大内登
- 大原麗子
- 近江陽一郎
- 尾形大吾
- 岡本朗
- 岡安泰樹
- 奥村チヨ

### か行
・くりおね
- 甲斐名都
- 加賀美早紀
- 風犬ナンジャ
- 香月亜耶乃
- 金山一彦
- カニササレアヤコ
- 金子さやか
- 金子美香
- 上鶴徹
- 加山雄三
- 河合その子
- 川崎希
- カンニング
- キサラギ
- 吉川晃司 - 1988年に渡辺プロダクション傘下の事務所セブンス・エンタープライズを設立し、独立。
- KIX-S - 音楽制作会社ビーイングとの共同出資で設立したドリーミックス所属。
- 岸部シロー
- キッチン!
- 木の実ナナ
- キャンディーズ
- ザ・キング・トーンズ
- 内山田洋とクール・ファイブ
- 熊井幸平
- 久美かおり
- クラウディ・スカイ
- 桑江知子
- 恵とも子
- ケチン・ダ・コチン
- げんしじん
- けーすけ
- コアラ小嵐
- 合田道人
- ザ・ゴールデンゴールデン
- ゴールデン・ハーフ
- ゴールデン・ハーフ・スペシャル
- こごま
- こゝろ
- 小杉まりも
- 小松政夫
- 小柳ルミ子
- 小山ルミ
- ザ・ゴリラバンド
- コン・テユ

### さ行
- 坂上とし恵
- 桜井美南
- サツマカワRPG
- 佐藤夏希
- 讃岐裕子
- サミットクラブ
- 澤田有也佳
- 沢田研二 - 1985年に渡辺プロダクション傘下にココロを設立し独立。1994年までの原盤権と音楽出版権は渡辺音楽出版が保有。
- 沢田富美子
- 山陽ピッツァ
- 鹿内たかし
- G★MENS
- シェーン
- 志尊淳
- 島田夫妻
- ザ・シュークリーム
- じゅん&ネネ
- 笑撃戦隊
- 城田優
- スカシカシパンマン
- スマイリー小原とスカイライナーズ
- スパーク3人娘
- スパローズ
- スリーファンキーズ
- ずっと真夜中でいいのに。
- 芹奈
- ソフトクリーム

### た行
- ザ・タイガース
- 高岡健二
- 高城亜樹
- 高橋愛美
- 高橋龍輝
- 茸(たけ)
- 竹俣紅 - 2021年にフジテレビへ入社（アナウンサー職）。
- 田辺靖雄
- 谷真理佳
- タリキ
- 千葉紘子
- チャクラ
- アイリーン・チャン
- アグネス・チャン
- つみきみほ
- 鶴間エリ
- ツヨシっ!
- テレサ・テン
- トライアングル
- TRICERATOPS - 渡辺ミキが設立した系列事務所マニアマニア所属。2005年に業務再編でマニアマニアがタレント養成スクールに業務変更したため、新たに系列会社として設立された芸能事務所TRINITY ARTISTSに移籍。
- ザ・ドリフターズ - 1979年にイザワオフィスへ移籍。
- トワ・エ・モワ

### な・は行
- 仲雅美
- 中上真亜子
- 中川真吾
- 中村昌也
- 中村明花
- 中村優一
- 中村涼子
- 仲俣汐里
- なすび
- ななえ
- なべおさみ
- 新島弥生
- 西井幸人
- 西岡健吾
- 西島秀俊
- 西村深村
- 根岸拓哉
- 野川由美子
- 野久保直樹
- 野中りえ
- バイきんぐ
- ハイ・スパンキー
- 萩原健一
- 橋本汰斗
- 長谷川ヨシテル
- 八田荘
- バドンカドンク
- はなしょー
- ハナ肇とクレージーキャッツ
- ザ・ハプニングスフォー
- 浜丘麻矢
- 浜村淳
- 羽村仁成
- 林家木りん
- 原千晶
- 春名風花
- ザ・ハンダース
- 范文雀
- ピーター
- ビジーフォー
- PYG
- ヒップアップ
- 尾藤イサオ
- ザ・ピーナッツ
- フィーバー
- 藤木孝
- 藤田淑子
- 藤田まこと
- 藤戸佑飛
- 藤村李々子
- 布施明
- ジャッキー吉川とブルーコメッツ
- プリンセス金魚
- 古澤栄基
- ブルゾンちえみ
- フワちゃん
- 辺見マリ

### ま・や・ら・わ行
- まいける
- 前山剛久
- 真魚
- 槇みちる
- 牧野アンナ
- まちゅ
- 松井勇歩
- 松浦司
- 松岡英明
- 松岡ゆみこ
- 松尾陽介
- マックボンボン
- 松田樹利亜
- 松野大介
- 真中瞳
- manaka
- 丸居沙矢香
- 三上真史
- 三木聖子
- 三田村瞬
- 水上颯
- 水野きみこ
- 水原弘
- 三津谷亮
- 皆川佑馬
- 望月浩
- 森進一
- 森田つぐみ
- 安川純平
- やない由紀
- 柳浩太郎
- 柳下大
- 山口いづみ
- 山口賢貴
- 山口ふく太郎・ふく子
- 山崎イサオ
- 山下久美子
- 山下敬二郎
- 山田知弘
- 山田悠介
- 山本高広
- 湯江健幸
- 吉川☆ミホカヨ
- 吉沢悠
- 吉田栄作　(2018年12月31日退社)
- 吉本考志
- ザ・リリーズ
- リンシャンカイホウ
- ロビン
- ザ・ワイルドワンズ
- 若山耀人
- 渡辺めぐみ
- 渡真介